# Memoria (gioco)
Memoria è un popolare gioco di carte per bambini che richiede concentrazione e memoria, in cui i giocatori devono accoppiare le carte.
Il nome Memory è un marchio registrato della Ravensburger, che pubblica mazzi speciali per giocarlo, ma viene anche giocato con carte tradizionali ed è noto con numerosi altri nomi, come Memory, Sputo, Sputo nell'oceano o Minestrone.

## Descrizione
Le carte sono mescolate e disposte a dorso coperto sul tavolo ordinatamente o a casaccio, ma senza che si sovrappongano una all'altra. Il primo giocatore inizia rivelando due carte, mostrandole a tutti i giocatori. Se queste formano una "coppia", le incassa e procede a rivelarne altre due, altrimenti le ripone coperte nella loro posizione originaria e cede il turno al giocatore alla sua destra.
Con l'avanzare del gioco viene rivelato l'aspetto di sempre più carte, cosicché diventa più facile accoppiarle se se ne ricorda la posizione. Vince il giocatore che riesce a scoprire più coppie.
La variante giocata stabilisce quando due carte formano una coppia. Per esempio possono formare una coppia carte dello stesso valore, oppure carte dello stesso valore e dello stesso colore. Quando si introduce il gioco a dei bambini si può semplificarlo riducendo il mazzo, per esempio giocando con un mazzo di 20 carte con soli due Assi, due Re, ecc...
Ancora più difficile è una variante con due mazzi da gioco in cui si devono accoppiare carte dello stesso valore e seme, quindi per esempio l'Asso di Cuori formerà una coppia con solo l'Asso di Cuori.
I mazzi non tradizionali sono costituiti da tessere con illustrazioni o foto a tema che rappresentano animali, piante, veicoli, personaggi dei cartoni. Generalmente si devono accoppiare le tessere con la stessa illustrazione, ma in alcuni casi si devono accoppiare tessere complementari, per esempio la mappa di un paese con la sua bandiera o nella variante per adulti Busen memo il seno sinistro e quello destro di una donna
Il gioco può essere anche giocato come solitario, per esempio tenendo conto del numero di carte non corrispondenti scoperte e cercando di incassare tutte le carte nel minor numero possibile di tentativi. Memory è stato infatti incluso nell'insieme dei giochi di alcuni telefoni cellulari (per esempio Nokia).

## Strategia
I primi turni del gioco hanno un andamento ovviamente casuale con un'ampia dose di fortuna.
Man mano che le carte vengono scoperte e rimesse in gioco, i giocatori dovrebbero iniziare a ricordare la posizione di alcune, e tentare quindi di comporre le coppie. In generale, un giocatore che pensi di aver localizzato una coppia dovrebbe scoprire prima la carta di cui è meno certo; in caso di fallimento, in questo modo, può evitare di scoprire una carta che conosce già (con l'effetto ulteriore di "rinfrescare la memoria" agli avversari).

## Giochi correlati
- Un gioco che presenta molte analogie con Memory è il gioco delle famiglie, in cui i giocatori devono recuperare quartetti di carte corrispondenti (o coppie nella variante anglosassone go fish); in questo gioco, però, le carte sono suddivise fra i giocatori anziché essere coperte sul tavolo[5].
- Zicke Zacke Spenna il pollo, di Klaus Zoch, è un gioco in stile tedesco che combina l'idea di fondo del Memory con lo spostamento di pedine su un tabellone.
- Il gioco tradizionale giapponese dell'Uta Garuta in cui si devono abbinare carte con il testo di poesie a carte con i versetti iniziali delle poesie presenta caratteristiche simili di memoria[3].
- Altro gioco tradizionale con caratteristiche simili di memoria è il gioco di Kim. In questo i giocatori, dopo aver osservato per qualche secondo un vassoio sul quale son posizionati alcuni oggetti, devono scrivere su un foglio tutti gli oggetti presenti[3].

## Mazzi di carte dedicati
Il gioco è di pubblico dominio e sono stati pubblicati innumerevoli mazzi di carte specifici, in genere a tema (animali, automobili e così via), in modo analogo al caso del gioco delle famiglie. La Ravensburger ha registrato il nome Memory nel 1959 e lo usa per pubblicare numerose edizioni del gioco.
Inoltre, date le caratteristiche dei due giochi, sono adatte a Memory anche le carte del Mercante in fiera.

## Versione digitale
L'uso del gioco di memoria è molto utile nelle attività didattiche. Nel tempo sono nati diversi software che permettono di realizzare attività di memoria personalizzate. Uno dei software che permettono di creare attività di memoria è JClic. Con questo programma si possono creare attività con immagini personali. Attraverso il framework H5p è possibile integrare i giochi di memoria all'interno di un sito web costruito per esempio con WordPress, oppure nelle piattaforme di e-learning Moodle o Chamilo.